# Zeitrang
Der Begriff Zeitrang steht im Kontext des Prioritätsrechts und bezeichnet das für ein bestimmtes Schutzrecht (oder dessen Anmeldung) materiell wirksame Datum der ersten Hinterlegung der Inhalte des Schutzrechts bei einem zuständigen Amt. Der Begriff spricht ein absolutes Datum an und kann als Abkürzung für "Anmeldedatum oder, wenn für die Anmeldung eine Priorität wirksam beansprucht ist, ihr Prioritätsdatum" verstanden werden.

## Erläuterung
Oft ist es nötig oder jedenfalls praktisch, den rechtlich relevanten Alters-Stichtag eines Schutzrechts bzw. seiner Anmeldung trotz verschiedener möglicher Varianten kurzgefasst ansprechen zu können, etwa wenn es darum geht, das Verhältnis des Patents bzw. der Anmeldung zu anderen Patent(anmeldungen) oder zu anderen Veröffentlichungen zu bestimmen. Für diesen Stichtag gibt es zwei Möglichkeiten:
- Die in Rede stehende Anmeldung ist selbst die erste Hinterlegung bestimmter Inhalte. Ihr Zeitrang ist dann ihr Anmeldetag. Beispiel: Ein deutsches Unternehmen meldet am 3. Januar 2018 eine Erfindung erstmals beim Deutschen Patent- und Markenamt zum Patent an.

- Die in Rede stehende Anmeldung ist nicht die erste Hinterlegung bestimmter Inhalte, sondern sie ist eine Nachanmeldung früher schon angemeldeter Inhalte, wobei die Nachanmeldung die Priorität der früheren Anmeldung wirksam beansprucht. Ihr Zeitrang ist dann nicht der eigene Anmeldetag (d. h. nicht der Anmeldetag der Nachanmeldung), sondern ist der Anmeldetag der früheren Anmeldung. Beispiel: Das o. g. deutsche Unternehmen meldet am 2. Januar 2019 die gleiche Erfindung wie ein Jahr vorher beim Europäischen Patentamt zum Patent an. In dieser europäischen Patentanmeldung wird die Priorität der deutschen Erstanmeldung vom 3. Januar 2018 beansprucht. Der Zeitrang der europäischen Nachanmeldung vom 2. Januar 2019 ist dann der Anmeldetag der früheren deutschen Patentanmeldung, also der 3. Januar 2018.

Wenn in allgemein gültigen Texten, beispielsweise in Gesetzestexten, auf den Alters-Stichtag eines Schutzrechts abgestellt wird, wird zur Erfassung der obigen Optionen häufig der Begriff „Zeitrang“ verwendet. Beispiele hierfür sind § 3 Abs. 1 und 2 und § 24 des Patentgesetzes sowie § 6 und § 9 Abs. 1 des Markengesetzes.

## Patentrecht
Für das Prioritätsrecht in zwischenstaatlichen Verhältnissen ist vor allem die Pariser Verbandsübereinkunft ("PVÜ") maßgeblich. Praktisch alle wichtigen Länder der Welt sind Vertragsstaaten zur PVÜ. Sie räumt für technisch geprägte Schutzrechte eine Frist von einem Jahr ein, binnen derer der Anmelder einer Erstanmeldung bei einer Nachanmeldung in einem anderen Land den Anmeldetag der Erstanmeldung in Anspruch nehmen kann. Bei prioritäsbeanspruchenden Patentanmeldungen liegt deshalb deren Zeitrang bis zu einem Jahr vor ihrem eigenen Anmeldetag. 
Auch nationale Patentgesetze erlauben innerhalb des Landes die Prioritätsbeanspruchung, so z. B. Deutschland mit der sog. „inneren Priorität“ gemäß § 40 PatG. Auch hier beträgt die Frist ein Jahr, so dass auch bei Anmeldungen, die die innere Priorität in Anspruch nehmen, deren Zeitrang abhängig von den tatsächlichen Daten bis zu einem Jahr vor ihrem eigenen Anmeldetag liegen kann.

## Markenrecht
Für Marken gilt qualitativ das Gleiche wie oben für Patente, allerdings mit der quantitativen Maßgabe, dass die Prioritätsfristen regelmäßig nur sechs Monate sind. Deshalb kann bei einer prioritätsbeanspruchenden Markenanmeldung deren Zeitrang abhängig von den tatsächlichen Daten bis zu einem halben Jahr vor ihrem eigenen Anmeldetag liegen.